# Roll-to-roll processing
 (novembre 2018).
Si vous disposez d'ouvrages ou d'articles de référence ou si vous connaissez des sites web de qualité traitant du thème abordé ici, merci de compléter l'article en donnant les références utiles à sa vérifiabilité et en les liant à la section « Notes et références ».
Le roll-to-roll processing (procédure rouleau à rouleau en français) est un processus qui modifie les propriétés physiques d'une bande flexible. Les processus les plus courants sont le vernissage ou l'impression sur une bande.
Dans le domaine de l'impression électronique, il s'agit de l'impression de circuit intégrés sur une bande flexible ou sur un film métallique.